# Mort sota el sol
Mort sota el sol (títol original: Evil Under the Sun) és una pel·lícula britànica de misteri de 1982 dirigida per Guy Hamilton. El paper del detectiu belga Hèrcules Poirot és encarnat per Peter Ustinov i en el repartiment figuren Maggie Smith, Jane Birkin, Diana Rigg o Roddy McDowall. Està basada en la novel·la de l'escriptora britànica Agatha Christie Maldat sota el sol, de 1941. Ha estat doblada al català.

## Argument
Una corredora descobreix una dona escanyada, identificada com Alice Ruber, als turons de Yorkshire. A l'escena següent el detectiu Hèrcules Poirot (Peter Ustinov) és contractat per una companyia d'assegurances per verificar si han de pagar la pòlissa de la dona assassinada al seu marit i per examinar un diamant fals que l'industrial Sir Horace Blatt (Colin Blakely) desitja assegurar. Durant l'entrevista que mantenen Poirot i Sir Horace, aquest últim li confessa que la joia original la hi va regalar com a senyal de compromís a la famosa actriu Arlena Stuart (Diana Rigg). Però la bella actriu, capritxosa i frívola, decideix trencar el compromís i casar-se amb el capità Kenneth Marshall (Dennis Quilley), que li torna a l'industrial una joia falsificada. Sir Horace, coneixedor de la intenció de l'actriu de passar unes vacances amb el seu nou marit i la fillastra en un hotel exclusiu d'una illa de l'Adriátic, convida el detectiu a acompanyar-lo per recuperar la joia autèntica.
L'hotel, un antic palau d'estiu reconvertit en un exclusiu lloc de vacances, és dirigit per Daphne Castle (Maggie Smith), una antiga amant del rei de Tirània. Allà s'hi allotgen diversos personatges que coneixen les intencions de l'actriu de passar-hi les seves vacances: Odell i Myra Gardener (James Mason i Silvia Milers), productors teatrals als quals va causar un greu perjudici econòmic i que volen proposar-li una nova obra; l'escriptor Rex Brewster (Roddy McDowall), que vol aconseguir l'autorització per publicar la biografia d'Arlena que està escrivint; o la mateixa propietària de l'hotel, Daphne Castle, que durant la seva joventut va formar part de la mateixa companyia teatral i amb qui va mantenir una gran disputa. Finalment, a més de la família Marshall acudeixen a l'hotel el matrimoni format per Patrick, amb qui Arlena manté un idil·li, i Christine Redfern (Nicholas Clay i Jane Birkin).
Dos dies més tard, l'actriu apareix escanyada en una platja solitària. El detectiu Hèrcules Poirot, a instàncies de la propietària de l'hotel, accepta encarregar-se d'investigar i esclarir els fets. I encara que gairebé tots semblen tenir motius per desitjar la mort d'Arlena, durant els interrogatoris el detectiu comprova que aparentment tenen una coartada perfecta i ningú sembla haver tingut l'oportunitat de cometre el crim. Després d'una jornada plena de perquisicions, el detectiu reuneix els sospitosos al saló principal de l'hotel i soluciona l'enigma.

## Repartiment
- Peter Ustinov és Hèrcules Poirot, un famós detectiu belga que durant unes vacances es troba amb un assassinat
- Maggie Smith és Daphne Castle, la propietària de l'exclusiu hotel on es desenvolupa l'acció
- Colin Blakely és Sir Horace Blatt, un industrial milionari que va estar promès amb Arlena
- Diana Rigg és Arlena Stuart, una actriu glamurosa i frívola, odiada i envejada a parts iguals
- Dennis Quilley és Kenneth Marshall, el nou marit d'Arlena
- Emily Hone és Linda Marshall, fillastra adolescent de Kenneth Marshall a qui Arlena menysprea
- Roddy McDowall és Rex Brewster, periodista i crític teatral que està escrivint la biografia d'Arlena
- James Mason és Odell Gardener, productor teatral i propietari d'un teatre on Arlena actuava fins que se'n va anar sobtadament
- Sylvia Miles és Myra Gardener, productora teatral i esposa d'Odell Gardener
- Nicholas Clay és Patrick Redfern, un atractiu i jove gigoló amb qui Arlena manté un idil·li
- Jane Birkin és Christine Redfern, esposa de Patrick Redfern, d'aspecte fràgil i desvalgut

## Producció
John Brabourne i el seu soci Richard Goodwin van finalitzar la seva tanda d'adaptacions de novel·les d'Agatha Christie amb Mort sota el sol.
El guió va ser escrit per Anthony Shaffer (que ja havia treballant en adaptacions prèvies de novel·les d'Agatha Christie) i Barry Sandler (no acreditat en la pel·lícula). L'adaptació es considera fidel a l'original escrit per Christie però en van eliminar escenes i personatges menors i hi van introduir elements d'humor que no eren presents a la novel·la. També es van canviar les localitzacions, ja que la novel·la té lloc a Devon i la pel·lícula en una illa de l'Adriàtic pertanyent al regne fictici de Tirània (transsumpte d'Albània).
El rodatge de la pel·lícula va tenir lloc als estudis Lee International de Wembley (Londres). Els exteriors corresponen a Yorkshire i a diverses localitzacions de l'illa de Mallorca i de la localitat de Peguera. Les vistes aèries de l'illa en la qual teòricament se situa l'hotel on es desenvolupa la trama corresponen a l'illot deshabitat, actual parc natural, de sa Dragonera, al costat de l'extrem nord-oest de Mallorca.
Mort sota el sol es distingeix de la seva predecessora, Mort al Nil, pel fet de tenir un to més lleuger, més relaxat, encara que en aquesta adaptació hi va repetir una bona part de l'equip. A això contribueix la banda sonora repleta de composicions de Cole Porter com You're the Top.